# (2849) Shklovskij
(2849) Shklovskij (1976 GN3) – planetoida z pasa głównego asteroid okrążająca Słońce w ciągu 4,11 lat w średniej odległości 2,57 j.a. Odkryta 1 kwietnia 1976 roku. Nazwa planetoidy pochodzi od Iosifa Szkłowskiego (1916–1985), radzieckiego astronoma.